# Goebbels-kormány
A Goebbels-kormány Adolf Hitler politikai végrendelete alapján állt fel 1945. április 30-án. Hitler saját maga helyett Karl Dönitz tengernagyot nevezte ki birodalmi elnöknek, Joseph Goebbels propagandaminisztert pedig kancellárnak. A kabinet rövid életű volt, mivel Goebbels családjával együtt öngyilkos lett május 1-jén, kormánya megalakulásának másnapján. Kormányát a Flensburg-kormány követte Dönitz de facto vezetésével. 

## Miniszterek listája
| Tisztség                                 | Miniszter               | Hivatal kezdete     | Hivatal vége    | Párt  | Párt |
| ---------------------------------------- | ----------------------- | ------------------- | --------------- | ----- | ---- |
| Reichspräsident                          | Karl Dönitz             | 1945. április 30.   | 1945. május 23. | NSDAP |      |
| Kancellár                                | Joseph Goebbels         | 1945. április 30.   | 1945. május 1.  | NSDAP |      |
| Pártminiszter                            | Martin Bormann          | 1945. április 30.   | 1945. május 2.  | NSDAP |      |
| Külügyminiszter                          | Arthur Seyss-Inquart    | 1945. április 30.   | 1945. május 2.  | NSDAP |      |
| Belügyminiszter                          | Paul Giesler            | 1945. április 30.   | 1945. május 2.  | NSDAP |      |
| Hadügyminiszter                          | Karl Dönitz             | 1945. április 30.   | 1945. május 23. | NSDAP |      |
| A hadsereg főparancsnoka                 | Ferdinand Schörner      | 1945. április 30.   | 1945. május 8.  | NSDAP |      |
| A hadiflotta főparancsnoka               | Karl Dönitz             | 1945. április 30.   | 1945. május 2.  | NSDAP |      |
| A légierő főparancsnoka                  | Robert Ritter von Greim | 1945. április 26.   | 1945. május 8.  | NSDAP |      |
| Az SS és a rendőrség vezetője            | Karl Hanke              | 1945. április 30.   | 1945. május 8.  | NSDAP |      |
| Gazdasági miniszter                      | Walther Funk            | 1938. február 5.    | 1945. május 2.  | NSDAP |      |
| Élelmezésügyi és mezőgazdasági miniszter | Otto Georg Thierack     | 1942. augusztus 24. | 1945. május 2.  | NSDAP |      |
| Kulturáért felelős miniszter             | Gustav Adolf Scheel     | 1945. április 30.   | 1945. május 2.  | NSDAP |      |
| Propagandaminiszter                      | Werner Naumann          | 1945. április 30.   | 1945. május 2.  | NSDAP |      |
| Pénzügyminiszter                         | Lutz von Krosigk        | 1932. június 1.     | 1945. május 23. | NSDAP |      |
| Munkaügyi miniszter                      | Theo Hupfauer           | 1945. április 30.   | 1945. május 2.  | NSDAP |      |
| Fegyverkezési miniszter                  | Karl Saur               | 1945. április 30.   | 1945. május 2.  | NSDAP |      |
| A Német Munkásfront vezetője             | Robert Ley              | 1933. május 10.     | 1945. május 2   | NSDAP |      |

A korábbi Hitler-kabinet néhány tagját megtartva a Goebbels-kabinet néhány tagja a Dönitz-kabinetben is helyet kapott.

## Fordítás
Ez a szócikk részben vagy egészben  a   Goebbels cabinet című angol Wikipédia-szócikk fordításán alapul.  Az eredeti cikk szerkesztőit annak laptörténete sorolja fel. Ez a jelzés csupán a megfogalmazás eredetét és a szerzői jogokat jelzi, nem szolgál a cikkben szereplő információk forrásmegjelöléseként.